# Dominika Paleta
Dominika Paleta Paciorek de Ibarra (n. 23 octombrie 1972, Cracovia, Polonia) este o actriță polono-mexicană.